# منتخب فرنسا للكريكت للسيدات
منتخب فرنسا للكريكت للسيدات هو ممثل فرنسا الرسمي في المنافسات الدولية في الكريكت للسيدات . تأسس في 1987.